# Leonie Hanne
Leonie Hanne (Amburgo, 31 luglio 1988) è una blogger, modella, imprenditrice e influencer tedesca.

## Biografia
Leonie Hanne (IPA: /lɪˈɔn hʌ:n:ə/) è nata e cresciuta ad Amburgo. Si è laureata in moda, gestione tessile ed economia presso la HSBA Hamburg School of Business Administration.
Ha lavorato come consulente di strategia per il trailer online tedesco Otto GmbH occupandosi della gestione della catena di approvvigionamento a Hong Kong. Nel 2014 ha lasciato il lavoro aziendale per lanciare il suo blog, Ohh Couture. Insieme al fotografo Alexander Galievsky ha collaborato con brand di moda tra cui Tommy Hilfiger, Dior, Cartier, BVLGARI e Tory Burch. Ha diretto campagne globali per Louis Vuitton, La Mer, Pandora e Tommy Hilfiger e ha collaborato con Fendi, Swarovski, Givenchy, Chloé, Net-A-Porter, H&M e Sarenza.
Leonie è rappresentata dalla Storm Management e ha sfilato per Rebecca Minkoff durante la New York Fashion Week. È apparsa sulla copertina di MINE, ARCADIA, Velvet, Gala Styke, L'Officiel Arabia e Cosmopolitan Germany. Ha inoltre avuto dei servizi dedicati a lei su Vogue Germany, ELLE Russia e Marie Claire UK.
Leonie ha collaborato Ideal of Sweden per progettare una linea di cover per iPhone chiamata Un hommage à Paris.
È un'influencer che conta più di 3.9 milioni di followers su Instagram e più di 400.000 followers su Tik Tok. È anche ambasciatrice dell'amfAR, l'Associazione per ricerca sull'AIDS.
Leonie ha una relazione con il suo socio in affari, Alexander Galievsky e vivono tra Londra e Amburgo.